# Liste des phares en Caroline du Nord

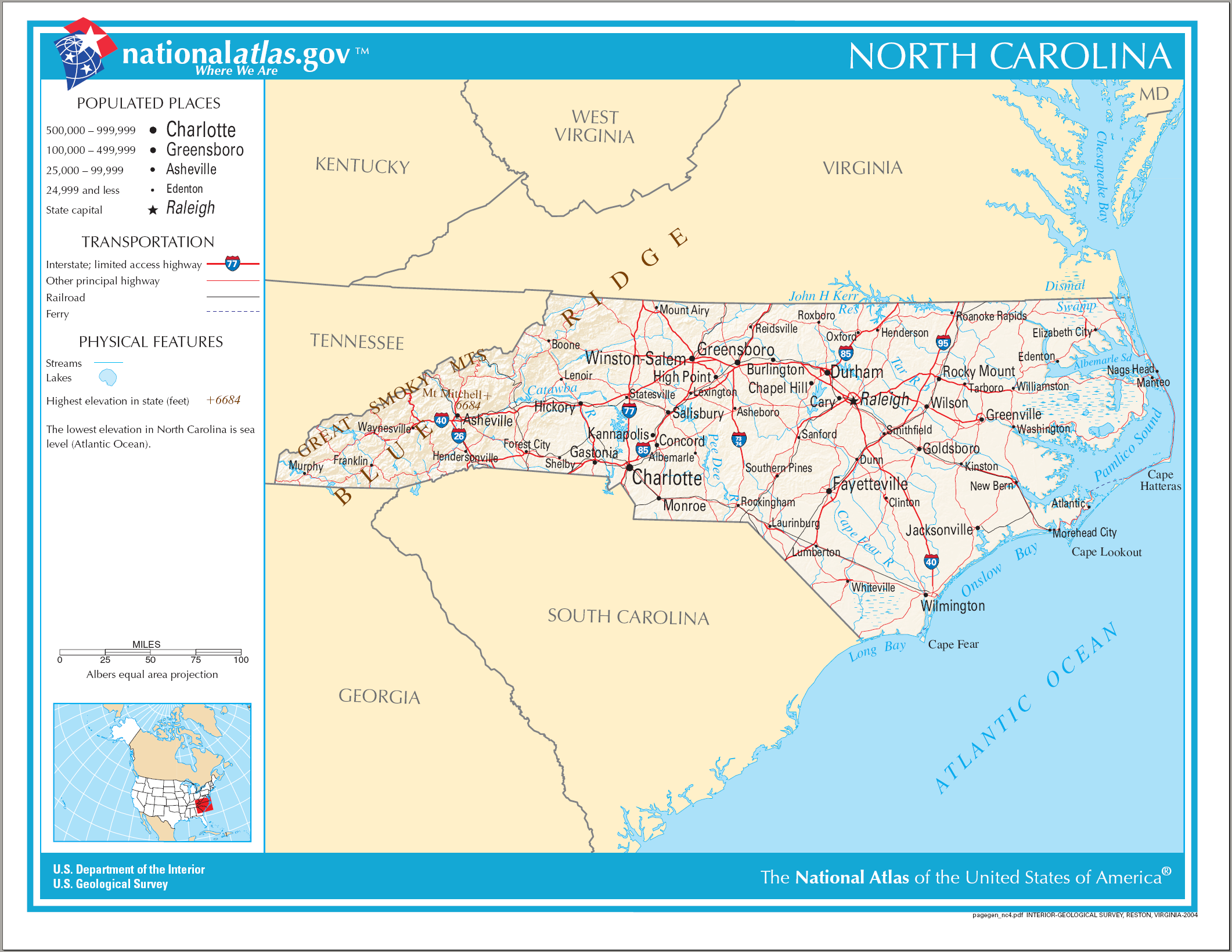
Carte de la Caroline du Nord

La liste des phares en Caroline du Nord dresse la liste des phares de l'État américain de la Caroline du Nord répertoriés par la United States Coast Guard. Située juste au nord de la Caroline du Sud, la côte atlantique de la Caroline du Nord est une chaîne d'îles-barrières de sable qui possédait quelques hauts phares.
Les aides à la navigation en Caroline du Nord sont gérées par le cinquième district de l' United States Coast Guard , mais la propriété (et parfois l’exploitation) de phares historiques a été transférée aux autorités et aux organisations de préservation locales.
Leur préservation est assurée par le National Park Service ou par des propriétaires privés et sont répertoriés au Registre national des lieux historiques (*).

## Comté de Currituck

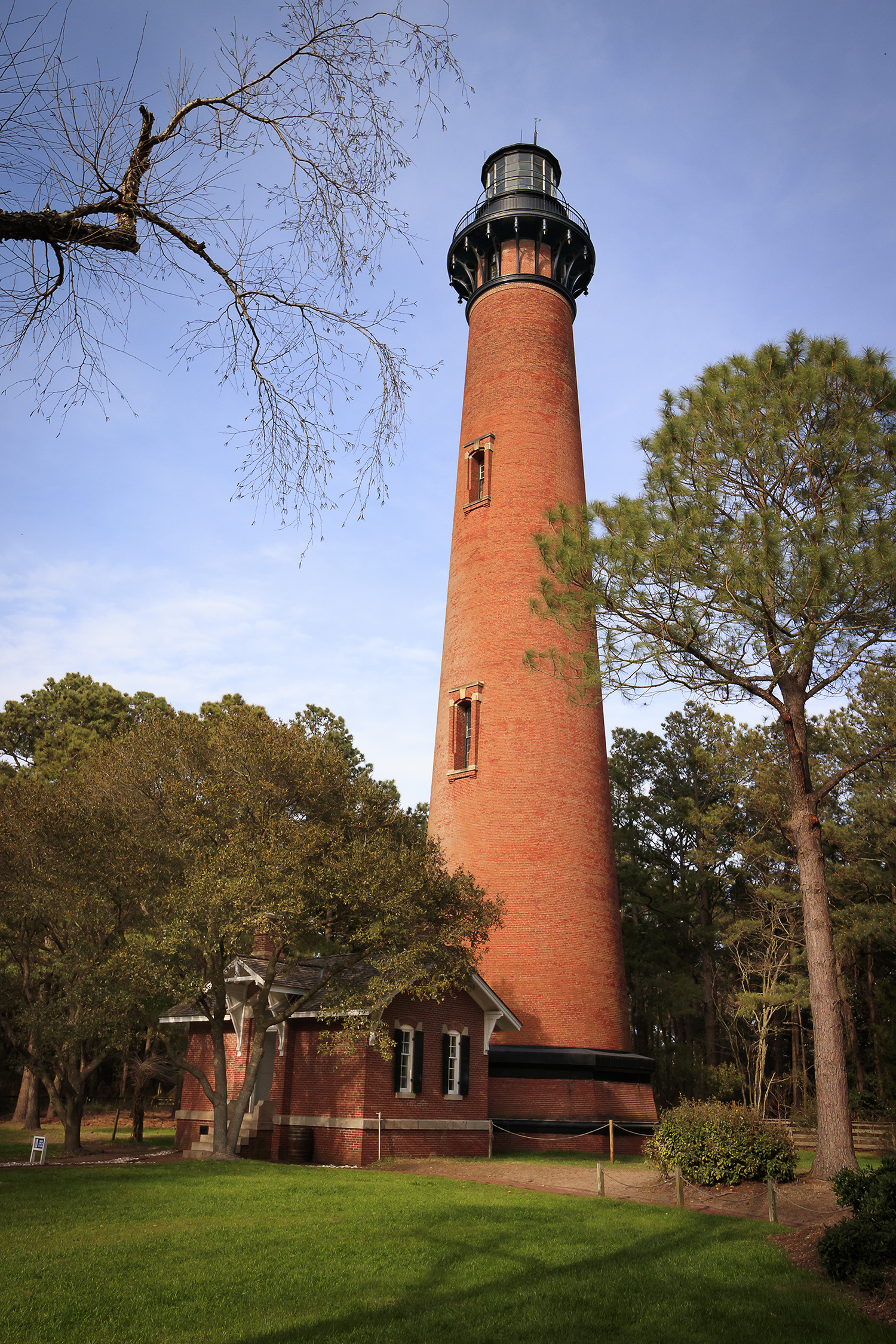
Currituck Beach

- Phare de Currituck Beach *

## Comté de Chowan
- Phare de Roanoke River

## Comté de Washington
- Phare de Roanoke River (réplique)

## Comté de Dare

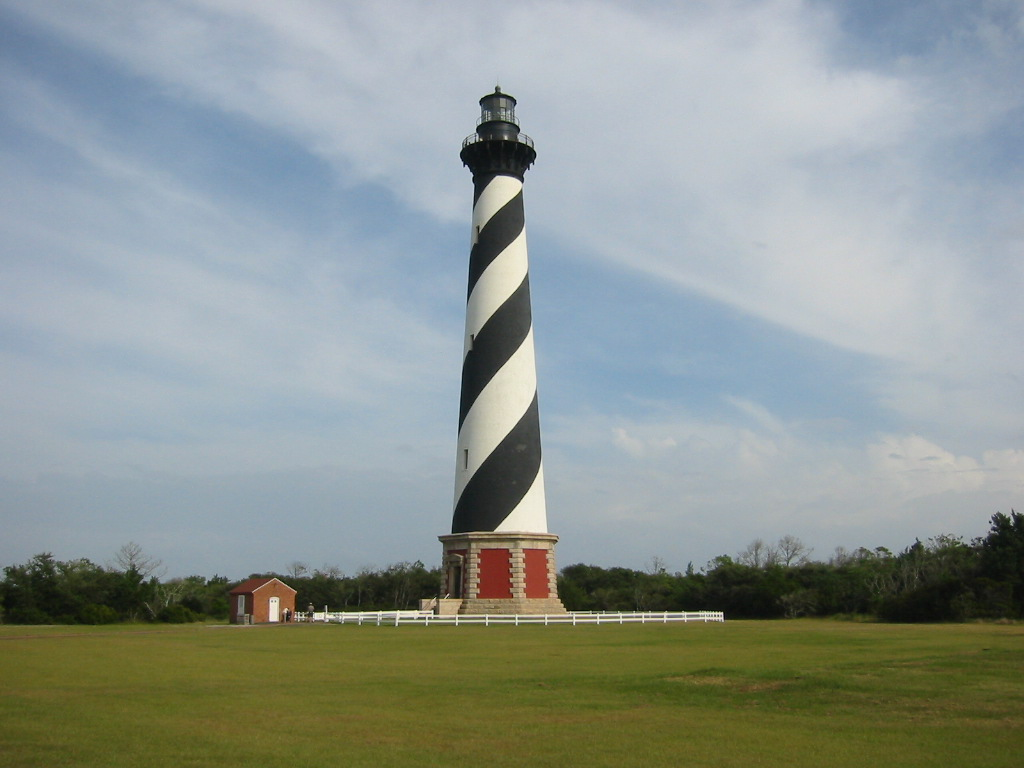
Cap Hatteras

- Roanoke Marshes Light (en)
- Phare de Bodie Island *
- Phare du cap Hatteras *
- Phare de Diamond Shoals (Inactif)

## Comté de Hyde
- Phare d'Ocracoke *

## Comté de Carteret

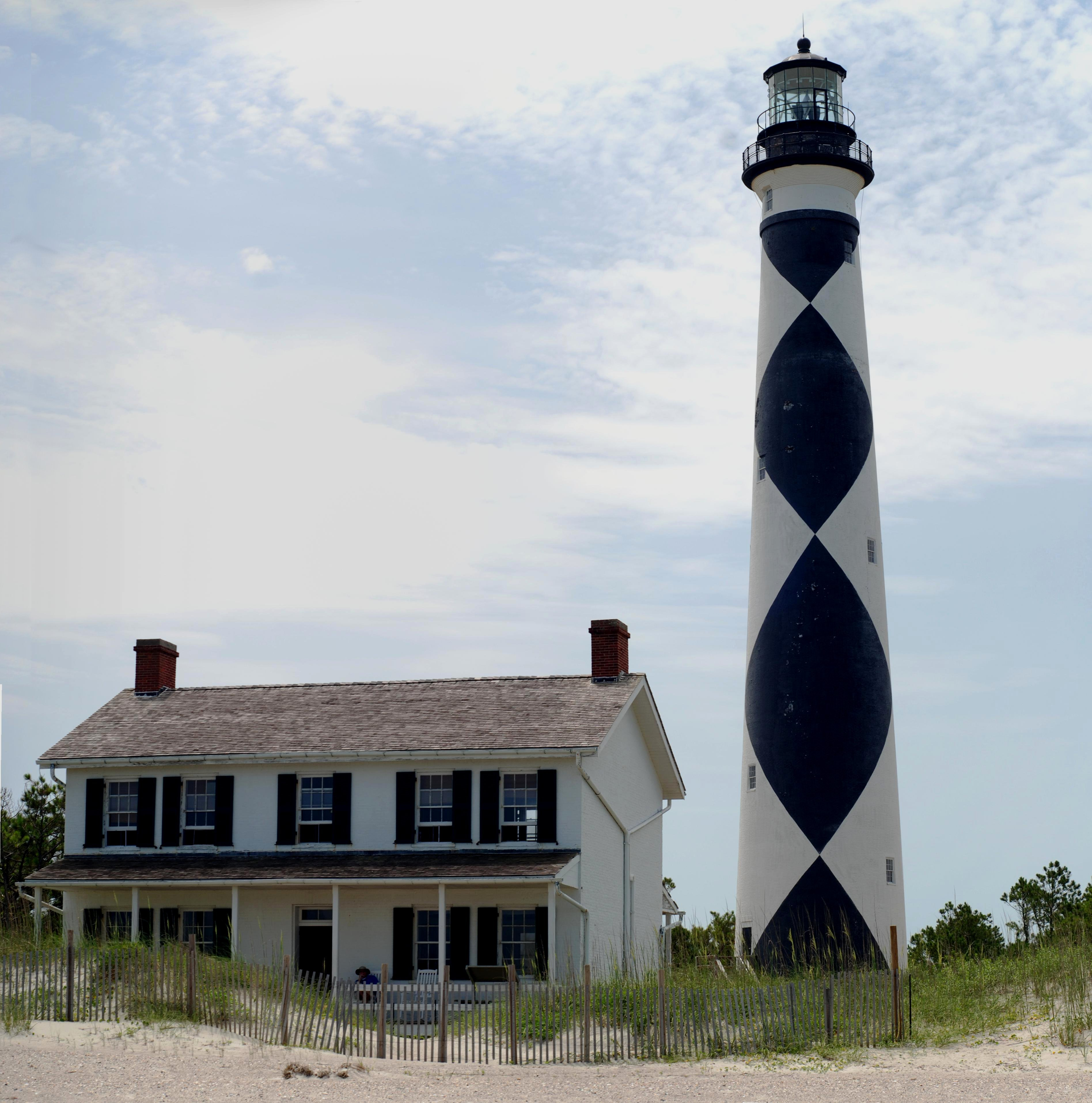
Cap Lookout

- Phare du cap Lookout *

## Comté de Brunswick
- Phare de Cape Fear * (Détruit)
- Phare de Bald Head * (Inactif)
- Phare de Price Creek (Inactif)
- Phare de Oak Island *
- Phare de Frying Pan Shoals (Inactif)